# Timothy Roe
Timothy Roe (28 de octubre de 1989) es un ciclista australiano.
Fue profesional desde 2008, cuando debutó con el equipo australiano Savings & Loans Cycling Team. Dio el salto al profesionalismo de primer nivel de la mano del equipo BMC Racing Team, equipo en el que estuvo dos temporadas.

## Palmarés
2009
- 2 etapas del Tour de Corea
- Jelajah Malaysia, más 1 etapa

2017
- 1 etapa del New Zealand Cycle Classic

## Equipos
- Savings & Loans Cycling Team (2008-2009)
- Trek Livestrong U23 (2010)
- BMC Racing Team[1] (2011-2012)
- Team Budget Forklifts (2014)
- Drapac Cycling (2015-2016)
- IsoWhey Sports SwissWellness team (2017-2018)
  - IsoWhey Sports SwissWellness team (2017)
  - Bennelong SwissWellness Cycling Team p/b Cervelo (2018)